# Q-матрица
Q-матрица  — в математике квадратная  матрица, связанная с которой  линейная задача о дополнительности LCP(M,q) имеет решение для каждого вектора q.

## Свойства
- M — Q-матрица, если существует d > 0, такое, что  LCP(M,0) и LCP(M,d) имеют единственное решение.[1][2]
- Всякая P-матрица является Q-матрицей. И наоборот, если матрица является Z-матрицей и Q-матрицей, то она также является P-матрицей.[3]